# 팩스 서버
팩스 서버(fax server)는 서버 컴퓨터에서 동작하는 소프트웨어의 집합으로서, 하나 이상의 팩스 송수신이 가능한 모뎀과 연결되어 있다.(최근에는 T.38(Fax Over IP, VoIP, 인터넷 전화)기술을 이용하여 신호를 IP 네트워크로 전송한다.) 사용자의 문서를 받아서, 그 문서를 팩스로 변환하고 송신하거나, 수신한 팩스를 저장하고 유저에게 전달한다. 유저는 인터넷 또는 사설망 등 다양한 방법으로 서버와 통신하여 팩스를 확인할 수 있다. 팩스 트래픽이 많은 대형 조직에서 팩스 기능을 수행하는 컴퓨터 자체를 팩스 서버라고 할 수 도 있다.

## 팩스 송수신을 위한 인터페이스
사용자가 팩스를 송신하는 방법
- 지정된 특정한 주소(지정된 전자 메일 주소, 또는 IP 주소 등) 로 문서를 발송하는 방법. 팩스 서버는 해당 메일 또는 데이터를 받아 팩스 포맷으로 변환하고 전송합니다.
- 팩스 문서를 가상 프린터(실제 프린터와 똑같이 윈도에 등록되지만, 실제 동작은 문서 생성, 전송 등 다른 동작을 한다)를 통해 출력함으로써, 문서가 지정된 팩스 서버로 전송되도록 하는 방법.
- 웹사이트에 접속하여, 파일을 직접 업로드하고 팩스를 지정 주소로 발송하는 방법
- 특정 응용 소프트웨어를 사용자 PC에 설치하여 발송토록 할 수 있다.

사용자가 팩스를 수신하는 방법
- 팩스를 메일로 받는 방법이다. 사용자는 팩스(TIFF 또는 PDF로 변환된)가 첨부된 메일을 받게 됩니다.
- 사용자가 지정한 특정 폴더로 팩스 파일을 저장하는 방법이다.
- 웹사이트에 사용자가 직접 접속해 팩스를 확인하는 방법이다.
- 특정 응용 소프트웨어를 사용자 PC에 설치하여 확인토록 할 수 있다.
- 지정된 포트(회선)로 수신되는 모든 팩스문서를 자동 출력할 수 있다.

## 장점
- 사용자는 간단히 그들의 자리를 떠나지 않고 팩스를 송수신할 수 있다.
- 팩스로 발송하기 위해 직접 인쇄하지 않고도 팩스로 발송할 수 있다.
- 수많은 팩스 회선들을 설치하지 않아도 대용량 팩스를 송수신할 수 있다. 이는 팩스를 송신할 때에도 아무런 제약없이(대기없이) 팩스를 송신할 수 있다는 의미이다.(채널의 제약으로 한번에 많은 팩스를 전송하려면 할당된 채널의 수 만큼만 보내지고 다음 팩스는 대기를 해야함)
- 팩스 프로그램이 특정 응용 소프트웨어와 결합하여 사용자 업무에 편의를 줄 수 있다.
- 전송된 팩스는 이미지로 전송되는 전통적인 팩스에 비해 보다 선명하고 가독성 높은 팩스를 전송할 수 있다.
- 특정 사무 장치에 종속적이지 않고, 어떤 컴퓨터에서 팩스를 수신하여 인쇄할 수 있다.
- 팩스 장치에 이상이 생겨 팩스를 정상적으로 수신하지 못했을 때에, 팩스를 재수신 요청하지 않아도 원하는데로 다시 인쇄할 수 있다.
- 송수신 되는 팩스를 감시할 수 있고, 기록/분석할 수 있다. 따라서 사용자에게 명확하고 합당한 과금을 할 수 있다.
- 높은 데이터 관리 및 복구가 적용되는 조직의 데이터 센터에 팩스 서버가 위치하여, 보다 높은 안정성과 신뢰성을 보장받을 수 있다.
- 스팸 메일, 불필요한 메일을 차단하거나 줄일 수 있다. 또한 이러한 메일 목록을 손쉽게 관리할 수 있다.

## 공용 팩스 서비스
현재 수많은 인터넷 팩스 제공자들이 상업적으로 팩스 서버를 운영하고, 팩스 서비스를 제공하고 있다. 사용자들은 해당 서비스를 이용할 수 있고, 특정 번호를 부여받아 팩스를 수신할 수 있다. 요금의 경우, 일반적으로 월별로 과금되며 송수신되는 팩스의 숫자도 제한하는 편이다. 이러한 팩스 서비스를 이용하는 것이 전통적인 팩스를 사용하는 것보다 더 적은 비용으로 편리하게 사용할 수 있다.

## 통합된 팩스 프로그램
통합된 팩스 프로그램은 팩스 송수신이 가능한 모뎀이 설치된 컴퓨터에서 작동하는 프로그램을 말한다. 이러한 프로그램의 인터페이스는 팩스 서버를 이용하는 것과 대부분이 비슷하지만, 모든 기능은 해당 PC에서 제공되고 작동한다는 차이점이 있다. 통합된 팩스 프로그램은 작은 조직이나 소비자들을 목표로 개발되며, 운영 체제의 번들 프로그램으로 제공되는 경우도 많다.

## 같이 보기
- 팩시밀리